# Гимназия № 56 (Кривой Рог)

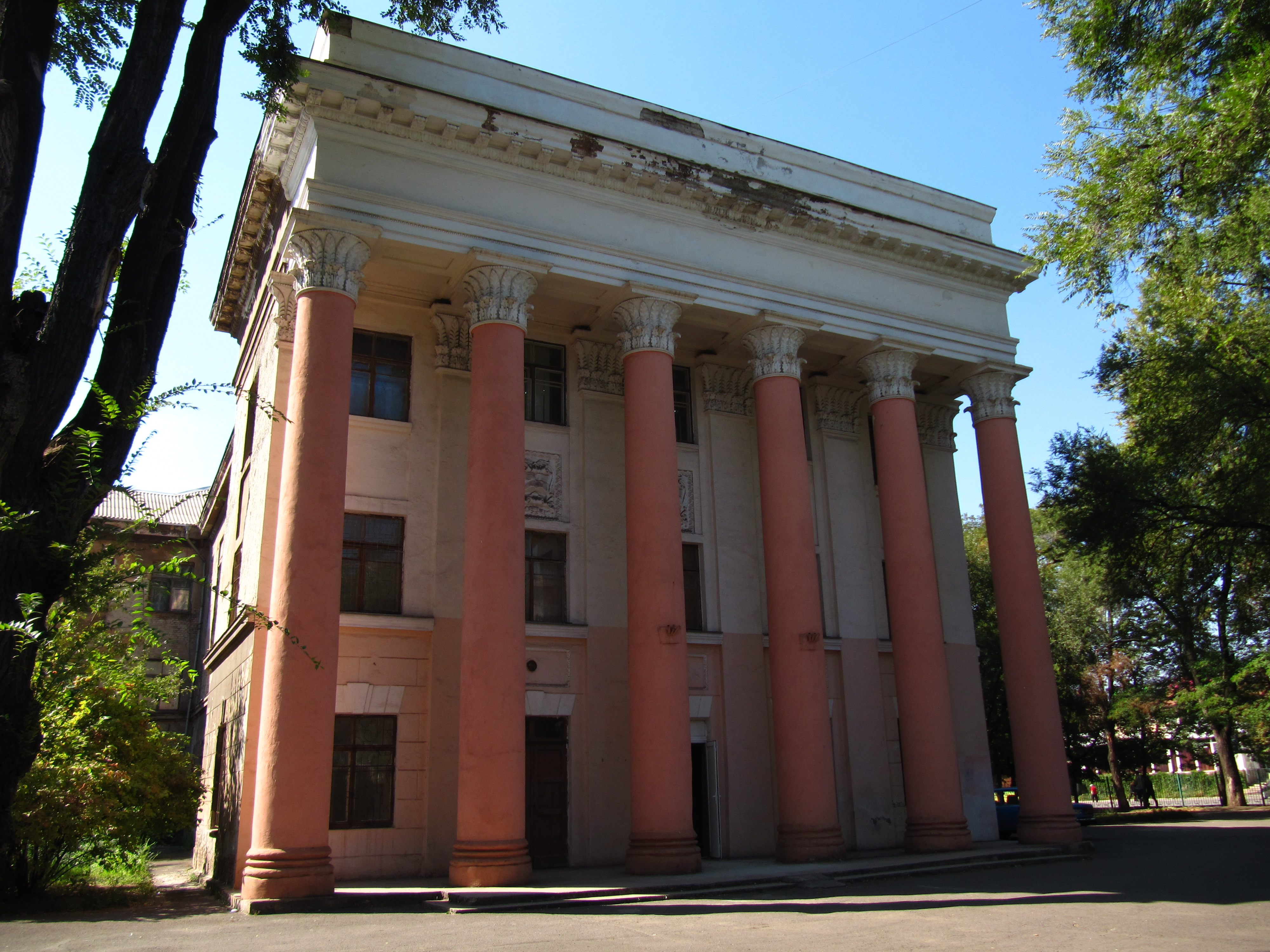

Криворожская гимназия № 56 — среднее учебное заведение в городе Кривой Рог.

## История
В августе 1935 года завершилось строительство «школы-гиганта» на 1200 мест. Проект в стиле конструктивизма разработан институтом «Гипроград» (архитектор Соколов, Киев). Изначально — школьное учебно-воспитательное заведение для жителей Соцгорода.
Во время Великой Отечественной войны школа была разрушена. В 1955 году здание отстроено, в нём начала действовать школа на 2500 человек — самая большая в городе.
20 ноября 1957 года организована как интернатное заведение для детей-сирот, полусирот и детей из многодетных семей.
В 1966 году средняя школа-интернат была реорганизована в неполную школу-интернат № 1.
12 апреля 1996 года, распоряжением главы Днепропетровской государственной администрации № 158-р, объявлено памятником архитектуры местного значения города Кривой Рог под охранным номером 144.
1 сентября 2020 года заведение переименовано в Криворожскую гимназию № 56 Криворожского городского совета.

## Характеристика
Находится в Металлургическом районе на улице Соборности, 20Г.
В школе учатся 282 ребёнка, 40 сирот на попечении, 14 из малообеспеченных и многодетных и 21 из неблагополучных семей, 25 детей с инвалидностью.